# Danza en Camerún

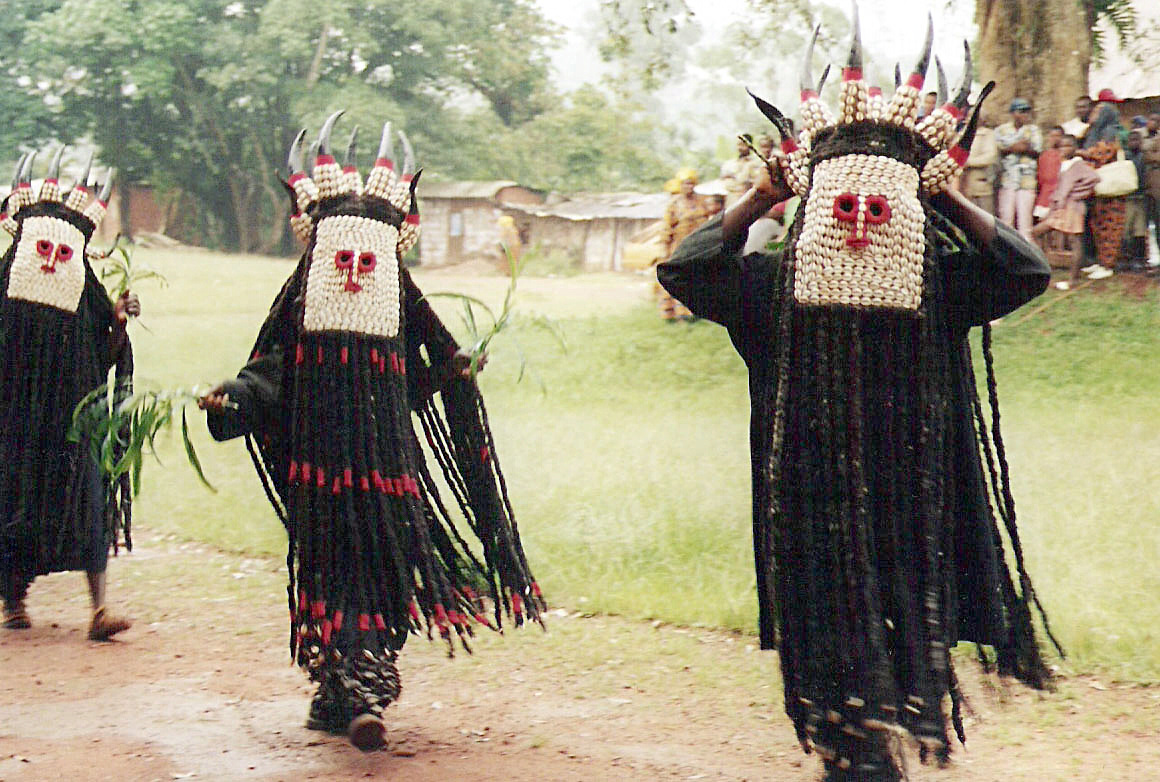
Los bailarines actúan en Batié, Provincia del Oeste.

La danza en Camerún es parte integrante de la tradición, la religión y la socialización de la gente del país. Camerún tiene más de 200 danzas tradicionales, cada una asociada con un evento o situación diferente. Las autoridades y los misioneros cristianos desanimaron a las danzas nativas como una amenaza a la seguridad y a los remanentes paganos. Sin embargo, después de la independencia de Camerún, el gobierno reconoció la danza tradicional como parte de la cultura de la nación y tomó medidas para preservarla.
Las danzas tradicionales siguen una coreografía estricta y segregan a los bailarines en función de la edad, la ocupación, el sexo, el estatus social y otros factores. Algunos bailes requieren disfraces y accesorios especiales como máscaras o abanicos. Los bailarines profesionales se ganan la vida entre algunos grupos étnicos, y otros profesionales actúan en festivales nacionales y para turistas. El baile popular, en el que hombres y mujeres bailan juntos, se encuentra en los bares, clubes nocturnos y fiestas privadas de Camerún. Este estilo está estrechamente ligado a la música popular del país, como makossa, highlife y hip hop. El baile es una importante vía de protesta social y de movilización política en el país.

## Historia
Bajo los gobiernos de la época del Camerún colonial, los regímenes alemanes, británicos y franceses prohibieron las danzas que consideraban una amenaza a su primacía. Mientras tanto, los misioneros cristianos desalentaban toda clase de danzas y prohibían las danzas que se sentían representadas como paganismo o que ofendían la sensibilidad cristiana. Muchos de estos bailes han desaparecido. Otras danzas fueron olvidadas cuando los rituales asociados con ellas fueron prohibidos por razones similares.
Sin embargo, la danza tradicional persistió. La gente continuó practicando bailes con fines puramente sociales o los adaptó a la adoración cristiana. Bailar en la iglesia se hizo cada vez más común a medida que el cristianismo evangélico ganó popularidad y los sacerdotes y pastores cameruneses reemplazaron a los estadounidenses y europeos. Después de que Camerún se independizó en 1960, el gobierno reconoció la danza tradicional como una parte integral de la cultura de la nación, y las organizaciones no gubernamentales promovieron su preservación. Algunas aldeas inscriben a los niños en grupos de baile para enseñarles sobre su cultura y danzas nativas.

## Danza tradicional

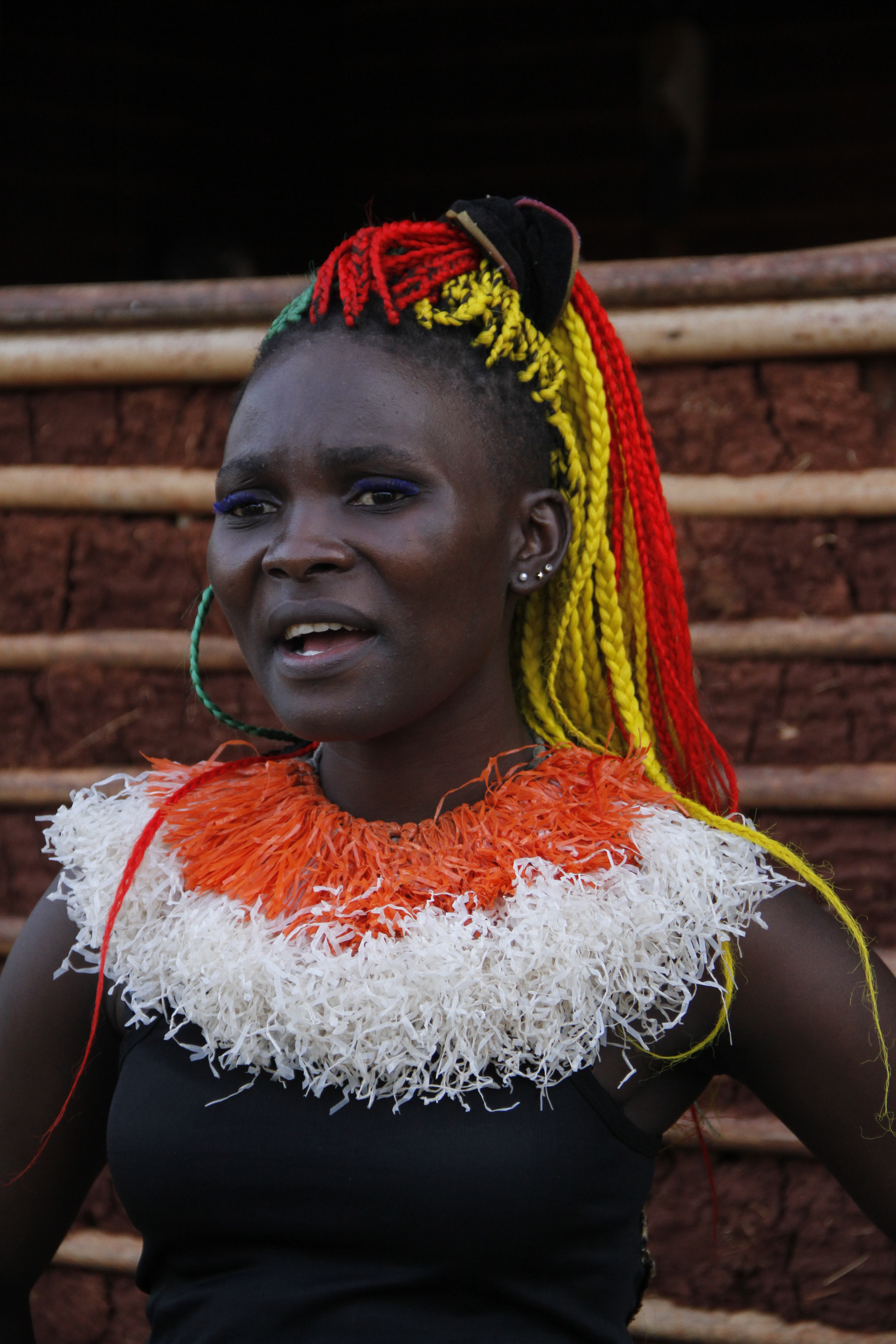
Bailarina tradicional en el Festival Nacional de Arte y Cultura en Yaundé.

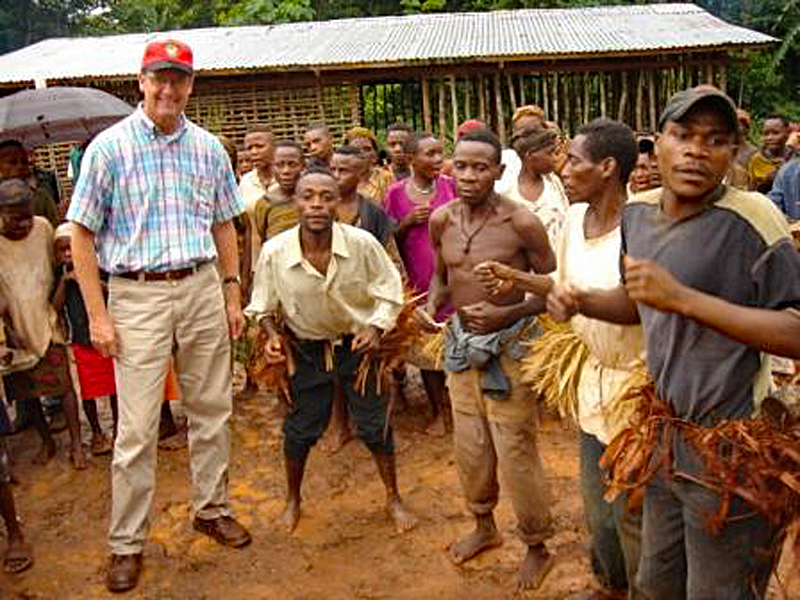
Los bailarines de baka saludan al embajador de Estados Unidos en Camerún en la región del Este.

Camerún alberga más de 200 danzas tradicionales diferentes. La danza es parte de la mayoría de las ceremonias y rituales. Tales danzas acompañan nacimientos, bautizos, bodas y funerales, e invocan a los espíritus de los antepasados para curar a los enfermos o aumentar la fertilidad. Los Bamileke realizan danzas de guerra, por ejemplo, y la danza del suroeste incorpora la matanza de una cabra con un único golpe para demostrar la destreza de los bailarines. Los baka bailan la luma para celebrar una cacería exitosa. Entre algunos grupos, los bailarines trabajan en trance y se comunican con el mundo de los espíritus. Por ejemplo, los miembros de la sociedad ntsham del pueblo kaká en la danza del noroeste de Camerún para lograr la posesión espiritual.
Típicamente, los bailes tradicionales siguen ciertas restricciones. La mayoría de los bailes tradicionales separan a los participantes según el sexo. Por ejemplo, las mujeres y los hombres pueden formar círculos concéntricos del mismo sexo, o pueden bailar en áreas separadas. Entre los diversos jefes de una región, los nobles y los plebeyos no pueden participar en los mismos bailes. Asimismo, las leyes tradicionales restringen severamente el baile de las esposas e hijas de los jefes, a menudo restringiéndolas al palacio.
Algunos bailes están destinados únicamente a una clase específica de personas, como cazadores, bufones o guerreros. Entre algunos grupos étnicos, los bailarines profesionales se ganan la vida realizando bailes en las ceremonias apropiadas. En algunas aldeas, un adivino baila como parte de sus deberes. En los tiempos modernos, tales profesionales de la danza tradicional son raros. En cambio, los bailarines profesionales viven en centros urbanos y actúan para turistas o en festivales nacionales.
Muchas danzas tradicionales de Camerún siguen una coreografía estricta, aunque la improvisación es común. Los bailarines mueven diferentes partes del cuerpo de forma independiente, enfocando el movimiento en más de un área. Los bailes a menudo se asocian con accesorios específicos. Los objetos tradicionales utilizados incluyen abanicos de cuero y pequeñas piezas de tela. En los pastizales, las máscaras son comunes. La gourna de los Tupuri incorpora palos largos que los bailarines llevan en posición vertical.

## Danza popular
El baile popular se encuentra dentro de los bares urbanos, discotecas y fiestas privadas, aunque también se ha vuelto  popular en las zonas rurales. Los DJ proporcionan la música mientras los bailarines se mueven y beben cerveza o vino de palma. A diferencia de los bailes tradicionales, el baile popular permite que los sexos se mezclen. Los géneros musicales nativos más populares de Camerún, bikutsi y makossa, son estilos de música de baile. Camerún ha importado una serie de bailes populares del extranjero, incluida la maringa de Ghana en la década de 1850, el ashiko de Nigeria en la década de 1920 y el abele también de Nigeria más recientemente. La música de baile popular no camerunesa incluye la alta vida nigeriana y el hip-hop estadounidense. En el año 2000, el gobierno de la Región del Sudoeste prohibió el mapouka, un baile importado de Costa de Marfil, por su naturaleza sexual. La danza europea, como el ballet, es popular entre los ricos cameruneses urbanos.
La danza se ha convertido en un importante vehículo de comentarios sociales y protestas políticas. Si bien el gobierno puede silenciar a la prensa popular, los bailarines en la calle son más libres de expresar su descontento con las políticas gubernamentales o los partidos políticos, o su apoyo a ellas. Los opositores al primer presidente de Camerún, Ahmadou Ahidjo, bailaron para mostrar su desaprobación. Otras danzas populares conmemoran eventos históricos de la historia de Camerún.